# Svenskt Sportforum

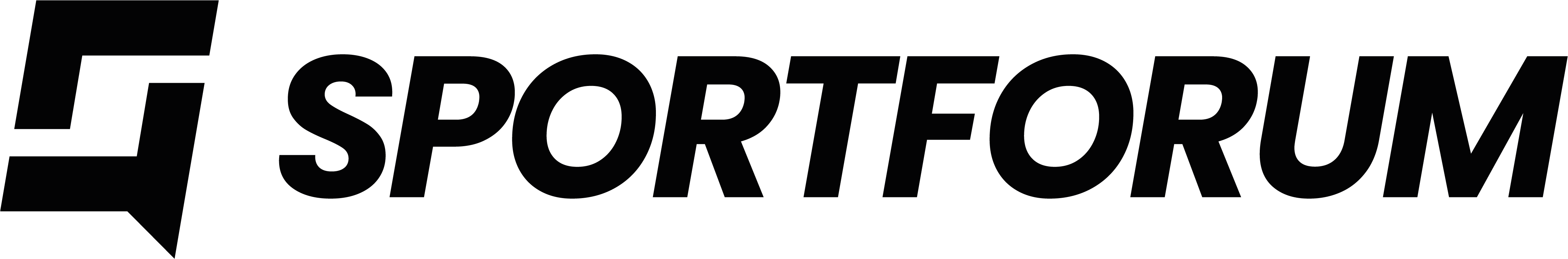

Svenskt Sportforum är en branschorganisation för tillverkare, leverantörer och återförsäljare av sport- och fritidsartiklar i Sverige. Organisationen arbetar för god lönsamhet och tillväxt i sportbranschen. Varje år arrangerar Svenskt Sportforum ett flertal event och utbildningar för den svenska sportbranschen.Tillsammans med HUI Research produceras rapporten Sportindex, som baseras på inrapporterad försäljningsstatistik från branschledande aktörer. Indexet följer utveckling och trender för sporthandelns tillväxt i både fysisk butik och e-handel, uppdelat på relevanta produktkategorier.  
Svenskt Sportforum har ett 70-tal medlemmar, däribland företag som Stadium, Hestra-Handsken,  Houdini, Team Sportia, Didriksons, Brooks Running Oakley, Salomon, Craft, Nike, Adidas och Burton Snowboards. Styrelsen för Svenskt Sportforum består av representanter från tio av medlemsföretagen, som väljs av föreningens medlemmar på årsmötet. Vd för Svenskt Sportforum är sedan 2022 Jonas Linder.

## Historia
Föregångaren till Svenskt Sportforum bildades 1965. Organisationen kallades då Spofa Sport och bestod av 20 företag i leverantörsledet som slöt sig samman för att driva gemensamma frågor. 2006 ändrade organisationen namn till sitt nuvarande, Svenskt Sportforum.
I samband med namnbytet beslutade styrelsen att öppna upp organisationen för alla aktörer i sportbranschen – leverantörer, butikskedjor, fristående butiker, organisationer och media. Styrelsen satte också som mål att göra svenskarna till det friskaste folket i världen genom att få dem att sporta och röra på sig mer. Sedan namnbytet har Svenskt Sportforum grundat ett flertal initiativ i den andan samt tagit en aktiv del i folkhälsodebatten. 

## Verksamhet
En central del i Svenskt Sportforums verksamhet är att anordna inköpsmässor för den svenska sportbranschen. Mässorna fungerar som en mötesplats för leverantörer och återförsäljare och genom åren har organisationen arrangerat återkommande mässor som Swesport, Inköpsdagar Outdoor och Inköpsdagar Åre. Swesport arrangerades för första gången 1981, Inköpsdagar Outdoor arrangerades för första gången av Svenskt Sportforum 2010 och startåret för Inköpsdagar Åre var 2006.
För att främja god lönsamhet och tillväxt i sportbranschen anordnar Svenskt Sportforum varje år utbildningar. Satsningen inleddes 2006 under namnet Sportakademin och sedan dess har Svenskt Sportforum anordnat utbildningar som Sportakademin Running, Sportakademin Vinter, Sportakademin Längd och Sportakademin Outdoor.
Sedan 2009 har Svenskt Sportforum varje år i samarbete med Skistar, Svenska Skidanläggningars Organisation, Svenska Idrottslärarföreningen, Amer Sports, Interski och Ullmax delat ut ett friluftsdagsstipendium till skolklasser runt om i Sverige. I stipendiet ingår en heldag för hela klassen i en närbelägen skidbacke med bussresa, skidhyra och liftkort. Under 2017 fick 600 elever stå på skidor under en dag tack vare friluftsdagsstipendiet. Stipendiet ligger i linje med Svenskt Sportforums arbete för att främja ett aktivt liv för barn och ungdomar och instiftades för att ge fler barn möjlighet att komma ut och åka skidor.
2011 startade Svenskt Sportforum det kvinnliga nätverket Divas inom svensk sportbransch. Målet för Divas är att få fler kvinnor på ledande positioner inom svensk sportbransch.  Sedan 2011 delar Divas ut priset Årets affärskvinna inom svensk sportbransch och den första som tilldelades priset var Eva Karlsson, vd för outdoorföretaget Houdini.
Under vinterhalvåret anordnar Svenskt Sportforum varje år eventet Svenskt Sportforums skidtestardagar på flera svenska skidanläggningar. Skidtestardagarna arrangeras i samarbete med ett flertal skidleverantörer och anordnas för att skidintresserade ska få testa säsongens produktnyheter.